# 안토니오 그람시
안토니오 그람시(이탈리아어: Antonio Gramsci, 1891년 1월 22일 ~ 1937년 4월 27일)는 사회주의와 공산주의를 주장한 이탈리아의 지식인, 정치인이다. 그는 이탈리아 공산당의 창설자 중 한 명이며 한때 지도자이기도 했다. 무솔리니 집권기에 파시스트 정권에 의해서 투옥되었다. 그는 문화 및 정치적 리더십을 분석하였고 자본주의 사회의 국가를 비판하는 문화적 헤게모니 개념으로 널리 알려져 있다.

## 생애

### 유년시절

#### 여유있는 집
안토니오 그람시는 1891년 1월 22일 이탈리아 사르디니아 알레스에서 7형제 중에서 넷째로 태어났다. 사르디니아의 민중들은 이탈리아 변두리에서 사는 가난한 소작인들이었지만, 그람시의 집안은 다른 사람들보다는 여유가 있는 알바니아 사람의 후손이었다. 할아버지는 부르봉 왕가의 헌병대 대령이었으며, 이탈리아 왕국으로 이탈리아가 통일될 때까지 대령 계급을 가지고 있었다. 아버지는 나폴리출신으로 변호사가 되려고 했던 지식인이었다. 그람시의 어머니도 조반니 보카치오시인의 글을 읽을만큼, 보기 드물게 지적 소양을 지닌 여성이었다.

#### 집안의 어려움
부친은 변호사가 되려는 꿈을 버리고, 하급정부관리로 일하다가 공금횡령혐의로 구속되었는데, 구속된 진짜 이유는 지방유지들에게 밉게 보였기 때문이었다. 당시 이탈리아는 지방유지들의 독재가 만연해 있었는데, 안토니오 그람시의 아버지는 이들과 다른 정치적 견해를 갖고 있었던 것이다. 그래서 어머니는 1904년 아버지가 석방될 때까지 삯바느질과 텃밭농사로 가정을 돌봐야 했고 쓰다버린 초의 토막을 다시 썼다. 4살때 사고로 장애인이 되어 병약 그람시도 하루에 열 시간 이상 일할 정도로 극심한 가난에 시달렸다. 그럼에도 호기심, 상상력, 밝은 성격, 강한 의지를 가진 소년이었다. 몸이 약하니까 격렬하고 거친 놀이는 못했지만, 친구들과 어울렸고 독서와 나들이를 좋아하며 고슴도치와 도마뱀을 보고 관찰하였다.

### 사회주의 입문
아버지가 석방되어 경제적 여유가 생기자 그람시는 1908년 칼리아리 고등학교에 재입학했으며, 형 젠나로와 동거했다. 젠나로는 토리노에서 군복무하던 중 사회주의자가 되었고, 이탈리아 사회당(Partito Socialista Italiano, PSI, 1892년 결성-1994년 해산)을 선전하는 팸플릿을 동생에게 보내주고 있었다. 당시 이탈리아 사르디니아는 영화 《빠드레 빠드로네》에 나오는 것처럼 부모들이 배움의 중요성을 모르는 무지와 가난때문에 어린 자식들을 학교가 아니라 산꼭대기로 올려 보내서 양을 치게 할 정도로 가난한 동네여서, 광부들과 농민들의 민중 운동이 치열했는데, 그들의 생존권 투쟁은 모두 군대와 경찰에 의해 무자비하게 탄압되었다. 이를 보고 자란 그람시는 자연스럽게 역사와 사회주의에 관심을 가졌다.

### 대학생 시절
1911년 9월 고등학교를 졸업한 그람시는 학문에 대한 재능을 인정받아 지역 장학생으로 선발돼 토리노 대학교에 입학했다. 대학교 시절 그는 학문(그리스 문학, 역사, 철학, 언어, 법학)을 공부했으며, 그의 학문적 재능을 높이 산 전공학과(언어학) 교수의 권유와 언어와 철학에 대한 뛰어난 재능에도 불구하고 가난과 나쁜 건강 탓에 1915년 4월 문학시험을 끝으로 대학교를 중퇴하였다.

### 사회주의운동
1913년 친구 타스카의 영향으로 이탈리아 사회당(PSI)에 입당한 그는 본격적인 사회주의 운동가로 활동하기 시작했다. 당시 공업도시인 토리노에서는 노동자들의 노동운동이 활발하여, 가두시위(1904년), 금속노동자들의 파업투쟁(1912년, 노동조합이 결성되지 않은 상태에서 75일간 진행됨), 금속노조(FIOM)의 지도로 진행된 파업투쟁(1913년, 93일간 진행됨)이 일어날 정도였다. 이를 본 그람시는 토리노 노동자들이 북부 자본가들을 위협할 정도로 강한 단결력과 남부 농민대중을 이끌 수 있는 지도능력이 있음을 알았다. 그래서 그는 1915년부터 이탈리아 사회당 기관지 <전진 Avanti> 토리노판 편집위원회 활동, 사회당 지역주간지 《민중의 외침》(Grido del Popolo)에 정기적으로 글을 썼는데, 그의 관심분야는 사회와 정치, 노동운동, 제 2 인터내셔널의 짐머발트 회합, 반전결의, 문화비평등 다양하였다. 1917년에는 《전진》에 〈자본에 대한 혁명〉(여기서 말하는 자본은 마르크스의 《자본론》을 말함.)을 기고하였다.
1917년을 전후로 이탈리아 노동운동이 대단히 전투적으로 전환되어가는데 서구사회에서 전개된 노동자 평의회 운동에 몰두, 점차 사회당 내 좌파 세력을 형성해 나간다. 1919년 토리노 대학교 동창인 안젤로 타스카, 움베르토 테라치니, 팔미로 톨리아티와 사회당 내 급진 세력의 목소리를 대변할 잡지 <신질서 Ordine Nuovo>를 창간하는데 이 잡지는 후일 이탈리아 공산당의 기관지가 됐다.

### 이탈리아 공산당창당

#### 배경
안토니오 그람시가 이탈리아 공산당을 창당한 이유는 사회당이 투쟁정신을 잃어버린 채 적당히 자본가,지배계급과 타협하는 어용정당이 되어간다는 반성에 뿌리를 두고 있다.

##### 사회당의 미온성
1919-20년(붉은 2년) 토리노의 피아트 공장 노동자들이 중심이 돼 벌인 공장 평의회운동이 자본가들과 지배계급의 결탁으로 실패하자 그람시와 그의 동료들은 노동운동 실패의 결정적 원인이 사회당의 미온적 공장 평의회 지지 및 전반적인 보수주의 성향에 있다고 보았다. 즉 그람시와 동지들은 사회당이 좌파정당으로서 계급투쟁을 하기보다는 지배계급 및 자본가와의 타협을 하는 보수화를 비판하여 사회당을 이탈했다. 1921년 리보르노에서 전투적 맑스-레닌주의의 면모를 갖춘 새로운 진보정당인 이탈리아 공산당을 창당한다.

##### 사회당의 무능함
제1차 세계대전 이후부터 1920년대 초에는 두 가지 상극적이지만 중요한 현상이 이탈리아에서 나타난다. 노동운동이 대단한 호전성을 띠고 전개되는 한편, 이탈리아, 독일에서 파시즘과 나치즘이 확산되어가고 있었다. 특히 1915년 전직 사회주의자 무솔리니에 의해 시작된 이탈리아 파시즘은 사회주의 운동에 공포심을 갖고 있던 제대군인들과 자본가들로부터 이미 상당한 지지를 받으며 빠르게 성장하고 있었다. 이런 상황에서 사회당은 우유부단하고도 개량주의적 모습을 보였다. 정부와 타협하며 노동운동의 급진화에 제동을 거는 한편, 파시즘의 확산에 대해서는 속수무책이었다.

##### 공산당내 이념논쟁
초대 이탈리아 공산당의 총서기였던 아메데오 보르디가는 이탈리아 사회당(PSI)과의 연합전선 구축을 통해 이탈리아 내 사회주의 혁명을 추진하도록 명하던 코민테른과 갈등하고 있었다. 그람시는 처음엔 공식적으로는 보르디가 노선을 지지하며 공산당의 사회당과의 연합을 반대했으나, 날로 증대하는 파시즘 세력의 위협을 절감하면서 차츰 보르디가의 완고한 비타협적 태도에 회의를 갖기 시작, 코민테른의 연합전선론을 지지하는 방향으로 돌아섰다. 결국 끝까지 공산당 독자혁명을 고집하던 보르디가는 당내에서조차 차츰 지지 기반을 상실하고, 1924년에서 1926년 사이 그람시가 결정적으로 이탈리아 공산당의 실권을 장악하게 된다.

### 파시즘의 사회주의 탄압

#### 사회주의 사냥
1922년 10월 로마 진군과 자본가, 제대군인들의 사회주의에 대한 두려움을 토양으로 권력을 잡은 무솔리니의 파시스트 정권은 집권 초기인 1922년과 1926년 사이, 노동운동에 대해 강온정책을 함께 사용해 대응했다. 사회당과 공산당의 의회진출을 허용하는 한편, 공장노동자들의 파업투쟁과 같은 노동운동은 탄압하는 것이었다. 또한 기독교 사회주의, 사회주의, 공산주의 등 이탈리아내 진보세력을 탄압했다.

#### 이탈리아 공산당의 성장
이탈리아 공산당은 1924년 선거에서 10명의 의원을 당선시켜 의회에 진입하는데, 이때 그람시도 하원 의원이 됐다. 그람시는 1926년 1월, 프랑스 리옹에서 비밀리에 열린 전당대회를 통해 정식으로 공산당 총서기로 승인돼 이탈리아 공산당의 지도권을 장악하게 되었다.

#### 투옥과 죽음
무솔리니 정부가 그 해 가을 국가 파시스트당(PNF) 이외의 모든 정당을 불법으로 규정한 새 법안을 통과시킴에 따라, 1926년 11월 경찰에 체포됐다. 경찰은 불법정당 활동을 구실로 그람시를 체포했으나 실제로는 무솔리니가 그의 선동술이 두려워서 벌인일이라고들 한다. 그 증거로 수석검사는 재판에서 그람시는 매우 머리가 좋으니 20년간 두뇌를 쓰지 못하게 해야 한다고 했다. 로맹 롤랑을 비롯한 유럽 지식인들은 '그람시가 무솔리니의 감옥에 갇혔다.'고 비판하며, 그람시의 석방을 위해 노력하였으나 실패하였다. 그람시는 재판에서 20년 4개월 5일의 형을 언도받고 복역하던 중 건강이 심각하게 악화됐고 결국 1937년 4월 별세했다. 무솔리니는 사실상 그의 소생 가능성이 없다는 것이 확실시 된 후에야 그람시의 석방을 발표했는데, 이는 그가 숨을 거두기 불과 며칠 전의 일이었다.

## 사상
그람시는 수감 기간 중 역사와 정치 분석을 기록한 공책을 30개 이상 남겼다. 이 글은 감옥에서 공책에 쓴 글이라는 뜻으로 《옥중수고》(Prison Notebook)라고 알려졌으며 그람시의 이탈리아의 역사와 국민주의 그리고 그람시의 것으로 인식되는 마르크스주의 이론, 비판적 이론과 교육 이론 등이 담겨 있다. 그의 사상을 요약하면 다음과 같다.
- 자본주의 국가를 유지하는 수단으로서의 문화적 헤게모니
- 노동 계급으로부터 지식인을 배출하기 위한 노동자 대중 교육
- 직접적으로 지배하는 정치 사회 (경찰, 군대, 법률 제도등)와 지도자층이 자발적으로 또는 비강압적으로 형성되는 시민 사회 (가족, 교육 제도, 노조 등)
- 절대적인 역사주의
- 경제적 결정주의 비판
- 철학적 유물론 비판

당시 사회주의자들과 맑스주의자들에게 당면 과제는 파시즘을 어떻게 파악해야 하는가? 라는 것이었다. 파시즘에 대한 그들의 대체적인 태도는 반동적 부르주아 운동의 또 다른 운동에 불과하다고 보며 파시즘 운동의 광범위한 대중적 지지라는 면을 무시하고 있었다. 그람시는 파시즘을 자유주의적 학자들처럼 단순히 서구문명의 일탈로 보는 것도 아니고 독점 자본주의의 극단적 지배 형태로 보는 것도 아니다. 사회주의 운동을 지지해야할 쁘띠 부르주아(소시민)와 노동자 계급조차도 파시즘을 지지했다는 점은 정통적 맑스주의자에게 설명하기 곤란한 문제였다.

### 자본주의 국가의 내구성과 안정성의 원인
《옥중수고》는 그람시가 옥중에서 공책에 쓴 책이다. 그람시의 중요한 이론적 관심사는 자본주의 국가의 내구성과 안정성의 원인과 그것을 어떻게 설명할 것인가의 문제였다. 당대 마르크스주의 이론가들과 마찬가지로 혁명의 전망이 불투명해지면서 자본주의 사회가 안정화되는 것에 대해 탐구했다는 점에서 고전적 마르스크주의와 차이를 보인다. 그람시나 루카치에게는 물적 토대에 대한 분석보다는 자본주의 사회의 문화, 의식, 국가와 같은 상부구조가 더 관심사였다. 그래서 그들을 "상부구조의 이론가"라고 부른다. 더욱 중요한 차별성의 하나는, 고전적 정치경제학자가 빠지기 쉬운 경제적/기계주의적 위험에 대해 대단히 비판적이었다는 점이다.
그람시는 비결정주의적 역사관을 지향했다. 역사와 사회의 변화가 객관적으로 존재하는 법칙성에 따라 결정되는 것이 아니라 주체로서 참가하는 인간의 투쟁, 의지, 참여에 의해 결정되는 것. 그렇다고 해서 인류의 미래가 그때 그때 인간자의에 의해 결정되는 우연의 연속이라고 본 것은 아니다. 기본적 지향은 사회주의이나 그것의 필연적 승리가 보장되어 있는 것은 아니라는 것이다. 낙관주의와 비관주의에 대해 양쪽 모두를 비판한다.
자본주의의 붕괴가 임박했음을 믿어 의심치 않은 고전적 마르크스주의학자들은 자본주의가 여러 형태로 변화되긴 하나 필연적으로는 붕괴할 것이라고 여긴다. 이에 비해 루카치, 그람시, 프랑크푸르트 학파들은 고전적 마르크스주의 학자가 생각한 것보다 훨씬 장기간 자본주의는 안정화되고 내구성을 지니게 될 것이라 여겼다. 그리고 그러한 맥락에서 왜 자본주의는 안정화되고 내구성을 지니느냐에 대해 관심을 가지고 설명하려한 것이다. 루카치의 물화이론도 이런 맥락이며, 그람시는 정치학적 견지에서 자본주의의 지속성을 규명하고자 했다.
고전적 마르크스주의학자는 1871년 파리 꼼뮨을 전후한 혁명적 노동운동을 보면서 그러한 것을 자본주의의 몰락의 징조로 보았으며, 레닌은 제1차 세계 대전을 보면서 자본주의 몰락의 징조를 발견하였음에 반해 그람시는 1871년 이후 혼란 속에서 자본주의가 벗어나 안정화되고 확산되어가는 국면에 접어들었다고 보았다. 그람시는 상부구조의 중요성, 특히나 이데올로기와 국가의 중요성에 주목하였다. 지배적 이데올로기가 어떻게 대중적 지지를 얻으며 안정화되어가는가에 관심을 가졌다. 그림시의 이론은 마르크스의 이론을 또 한 번 전도시켰다고까지 평가하는 이들도 있다.
마르크스가 관념보다는 물질, 상부구조보다는 하부구조의 중요성을 강조하면서 헤겔을 전도시켰다면, 그람시는 상부구조를 강조하고 그 자율성을 인정하고 있지만 궁극적으로는 물적 토대의 기초를 떠나서는 그러한 것이 존재할 수 없다고 보았다. 즉 절대적 자율성이 아니라 상대적 자율성을 가진다는 것이다. 그런 점에서 전통적 마르스크주의의 틀을 벗어난 것은 아니며 오히려 전통적 마르스크주의를 보완, 확장했다고 할 수 있다.
그람시의 주요개념은, ⓐ정치와 헤게모니, ⓑ역사적 지배블록, ⓒ시민사회와 통합국가(Integral State), ⓓ유기적 지식인의 역할 , ⓔ진지전과 기동전 등으로 정리할 수 있다.
정치 또는 지배에는 두 가지 측면이 있다고 보았다. 강제의 측면과 동의의 측면으로 어떤 사실, 어떤 지배도 100% 강제와 100% 동의로만 형성되는 것이 아니다. 어떻게 그 두 개가 결합되어 있느냐에 따라서 그 유형이 달라지는 것이다. 국가라고 하는 것은 이 두 가지 측면을 다 포괄하고 있다. 이것은 전통적 마르스크주의과 다른, 진보된 국가론이다. 전통적 마르스크주의에서는 국가는 강제기구라는 점에서 출발하고 있으며 국가는 자본가계급의 지배와 착취를 위한 수단, 도구에 불과하다고 보았다. 이에 비해 그람시는 국가가 강제와 동의라는 두 가지 측면을 모두 가진다고 간파했다. 국가가 지닌 기능의 복합성에 주목하게 된 것이다. 그람시는 현실주의적 정치이론을 최초로 정리한 마키아벨리로부터 영향을 받은 것 같다.
국가의 기능은 자본주의가 발달하면서 훨씬 더 확장, 발전, 성숙되어 가고 있다고 보았다. 자본주의가 경쟁적 자본주의에서 독점적 자본주의로 발전해가면서 국가의 역할과 기능이 확대되어 갔다고 보았다. 경찰국가가 아니라 경제에 적극 개입하여 자본주의 생산양식을 보호하는 역할을 하였다. 이것이 "국가독점자본주의"이다. 마르크스 시대의 국가는 경쟁적 자본주의 시대의 국가로 시장질서에 가급적 개입하지 않으면서 기본적 질서만 바로잡아주는 역할을 할 뿐이었다.
국가는 경제사회영역에서 사회적 재생산을 주도하며 더 나아가 복지 국가로까지 되면 요람에서 무덤까지 보장해주는 기능과 역할로까지 확대되었다. 국가는 시민사회의 모든 영역에 침투하여 시민사회를 통해 모든 영역의 활동과 의식을 지배하면서 모든 부분에서 헤게모니적 지배를 확장시키려고 확립하였다.
국가라는 것은 공적 영역의 대표이며 시민사회는 사적인 영역의 대표이다. 그람시는 시민사회에서 형성된 질서가 국가를 매개로 공식화된다고 보았다. 즉 시민사회가 국가영역을 지배한다고 본 것이다. 국가기능이 점차 확대되면서 시민사회는 국가의 사적 네트워크가 된다. 그 시민사회를 통해 국가는 모든 의식과 조직에 침투할 통로를 확보하는 것이며, 그런 속에서 국가는 통합국가일 수밖에 없다. 강제측면을 담당하는 부분은 정치사회이고, 동의를 창출하는 부분은 시민사회이다. 그람시의 국가는 "정치사회(강제)+시민사회(동의)"이다.
시민사회란 무엇인가? 전통적으로 서구의 사회과학속에는 국가(공적 영역)와 사회(사적 영역)라는 이분법적 개념이 받아들여지고 있었다. 시민사회는 다양한 사회집단, 계급이 자신의 이익을 표출하고 조직화하는 영역이다. 따라서 이런 시민사회는 다양한 사적 이익을 추구하는 집단의 네트워크로 구성되어 있다. 국가는 바로 이런 시민사회 영역에까지 침투, 사회 각계 각층의 동의를 창출하면서 헤게모니적 지배를 구축한다. 이런 의미에서 국가는 통합국가이다. 통합국가는 시민사회까지 포괄하면서 독재(강제)와 헤게모니(동의)를 구축해나가는 것이다.

### 헤게모니 이론
헤게모니라는 개념은 러시아 마르스크주의에 의해 계급동맹과 관련해서 처음으로 사용되었다. 따라서 마르스크주의 이론가들에게 헤게모니는 낯선 개념이 아니다. 그런 헤게모니를 그람시는 새롭게 해석했다. 계급적 동맹의 원칙의 차원을 넘어선 새로운 유형의 지배질서를 설명하는 것으로 그 의미를 확장시킨 것이다. 이데올로기 매개로 기본적 집단과 추종집단이 융합되는 것이다. 따라서 정치적 수준에서뿐만 아니라 지적·도덕적 수준에서까지 통합을 이루어내고 추종집단의 자발적 동의와 지지까지 창출해내는 것이 헤게모니이다. 즉 헤게모니는 정치적 강제와 지적 도덕적 동의의 혼합이라고 할 수 있다.
러시아 마르스크주의의 헤게모니는 계급동맹시 프롤레타리아 계급과 농민계급간 정체성을 유지하면서 융합이라는 완전 통일, 통합된 형태이다. 헤게모니 구축은 어떻게 이루어지는가? 단순히 기본계급의 이익을 추종세력이나 동맹세력이 수용하는 것이 아니다. 기본집단의 근본적 이익이 훼손되지 않는범위 내에서 추종/동맹세력의 이익을 수용, 융합해나갈 수 있어야 진정한 헤게모니 지배가 구축될 수 있다. 따라서 헤게모니 집단이 되려면 자신의 조합주의적 이익(좁은 의미의 계급적 이익)을 포기하고 다른 집단의 이익을 포괄, 융합할 수 있는 능력이 있어야 헤게모니적 지배를 성립할 수 있다. 그런 능력이 있어야 헤게모니 계급(집단)이 될 수 있다.
정치적 수준에서 출발, 도덕적, 지적 수준에까지 통합, 공통의 집단의지를 창출할 수 있을 때, 이럴 경우에 역사적 지배블록이 형성된다. 여기에는 두 가지 유형이 있다.
- 변형주의(Transformism) : 수동적 동의이며 수동혁명이라는 개념으로 파악. 기본집단들이 동맹집단에 의해 산출되는 능동적요소, 심지어는 적대적 집단으로부터 나오는 요소까지를 점진적으로 흡수, 그들의 반대를 무력화시키는 과정이다. 궁극적으로는 기존의지배질서를 유지시키는 것으로서 추구.
- 확장적 헤게모니 : 진정으로 다양한 계급의 융합의 폭을 넓혀 감으로써 마침내 민족적, 민중적의지로까지 확장되어가는 헤게모니이다.

기본집단(기본계급)에 대해선 그람시가 분명하게 규명하지 않았다. 계급이란 개념은 경제적 개념이고, 집단이란 개념은 반드시 경제적 개념은 아니다. 기본계급이라고 할 때, 경제 과정에서 결정적 역할을 하는 계급을 들 수 있다. 부르죠와와 프롤레타리아이다. 기본집단이라고 할 때, 사회/정치/문화/이데올로기영역에서 공통의 이익을 같은 것을 집단이라고 하기에 이것은 상부구조의 표현이다.
기본집단을 통해 나타나는 헤게모니는 그러므로 상부구조에 해당하는 것이다. 토대에서 형성되는 질서와 상부구조에서 형성되는 질서를 어떻게 집중시키느냐의 문제를 그람시는 애매하게 남겨두었다. 기본계급만이 기본집단으로서 헤게모니를 창출할 수 있다고 주장함으로써 그람시를 마르스크주의라고 취급하는 것이다.
기본계급이 헤게모니계급이 되기 위해서는 다른 추종계급에 대한 확실한 리더쉽을 확립해야 한다. 그 과정에서 지도적 집단(공통이익, 세계관같은 이들의 집단)이 역할을 수행하며 지도적 집단을 매개로 헤게모니질서가 확립된다. 시민사회에서 기본계급의 이익을 보장하면서도 다른 세력의 이익을 이용/접합함으로써 헤게모니질서를 확립한다. 이때 나타난 국가는 통합국가이다. 통합국가는 정치사회(강제)+시민사회(동의)의 국가이다.
부르죠와 지배 질서는 강제기구로서 국가기구를 붕괴시킨다고 해도 강고한 시민사회를 바탕으로 한 부분이 남아 있는 한 부르죠와 지배 질서는 무너지지 않는다. 러시아의 경우 혁명적 세력이 강제기구인 국가를 파괴/점령한 것이다. 러시아에서는 기동전이 가능하다. 그러나 서구사회의 경우, 핵심에는 국가기구로서 국가가 있지만 그 주변에서는 시민사회로서 참호가 둘러싸고 있다. 그러므로 기동전으로 당당하게 뚫고 들어갈 수 없기에 하나하나 참호를 점령해나가야 한다. 이것은 기동전이 아닌 진지전으로서 장구한 시간이 필요하다. 러시아 볼세비키의 혁명전략이 왜 서구사회에 적합하지 않은지를 설명한 것이다.
그람시는 서구 부르죠와 지배 질서가 얼마나 강고하며 그것을 무너뜨리기 위해서는 얼마나 장고한 기간과 인내가 필요한가에 대한 것을 생각했다. 서구의 진지전에서 주동적 역할을 하는 이들은 유기적 지식인이라고 보았다. 대중운동으로서 노동계급보다는 혁명적 지식인의 역할을 상당히 강조했다. 레닌이나 루카치에게 있어서는 고전적 마르스크주의에게서보다 혁명적 지식인의 역할이 강조된다. 그람시에 와서도 마찬가지이다.

#### 유기적 지식인
그람시는 지식인을 크게 두가지로 구분했다. 전통적 지식인과 유기적 지식인이다. 지식인이란, 인간의식, 관념, 사상 등의 상부구조 영역을 담당하는 집단이다. 따라서 모든 지식인은 어떤 형태로든지 "계급적 배경"을 가지고 있다고 보았다. 새로운 하부구조가 형성될때에는그것을 옹호하고 전파시키는 그들 나름의 지식인 계급을 배출시키고 있다. 따라서 기본적으로 보면 모든 지식인들은 자신들이 속한 계급이 가진 집단의지를 결집/확산시키는 특수한 성격의 집단이고 이것이 바로 유기적 지식인이다.
전통적 지식인은 유기적 지식인으로부터 출발한다. 그러나 자신들을 창출한 생산양식이 붕괴되었음에도 살아남아 현존하는 사회계급과 상관없이 존재한다. 예술가, 작가, 철학자, 성직자 등이 그 유형이다. 모든 질서는 지도집단이 나오면 유기적 지식인 집단이 없이 헤게모니적 질서는 창출될 수 없다. 상부구조의 측면에서 기본계급, 지도적 집단의 세계관과 의지를 형성, 결집확대시키는 역할, 즉 계급적 지배가 헤게모니적 지배가 될 수 있게 한다.
부르주아적 세계관에 대항해 저항이데올로기를 만들어내고, 그것대로의 헤게모니 질서를 만들어내는 것이 중요하다. 세계관과 이데올로기의싸움이다. 생산과정에서 노동쟁의가 중요한 것이 아니라, 이데올로기 싸움인 상황에서 유기적 지식인이 중요한 역할을 할 수밖에 없다.
프롤레타리아 계급은 자신들의 이익과 세계관을 대변할 자신들의 유기적 지식인 집단들을 창출해내야 한다. 프롤레타리아들은 자기 계급의 새로운 유기적 지식인을 창출함과 동시에 전통적 지식인을 자신들에게 동화시키려 했으며, 이러한 유기적 지식인의 진정한 존재 방식은 대중과 깊이 연결되어 실천 활동에 참가하는 것이었다. 그러한 유기적 지식인은 프롤레타리아 계급 이익을 대변하면서도 다른 계급의 이익을 포괄할 세계관과 이데올로기를 만들어내 저항 이데올로기를 제시하여 부르죠와적 이데올로기를 파괴시키고 나중에 정치적 부분에서 승리를 거둬야 한다.
그람시는 유기적 지식인 그룹의 총체가 "당"이라고 봄으로써 당의 지도적 역할을 인정한다. 기본적으로 레닌주의적 전통속에 서구사회의 독자성을 추구하면서도 레닌주의의 틀속에서 그것을 추구하려 했다.

### 마르크스주의의 수정
그람시의 공로라고 한다면, 1920년대, 30년대에 정통적 마르스크주의들의 논리의 밑바탕에서 깔린 경제주의적 해석을 극복하려고 했던 최초의 마르스크주의 이론가이다. 경제주의적 해석의 특징은 환원주의와 반영주의이다.
환원주의는 상부구조의 영역(정치문화 등)에 해당하는 모든 것을 궁극적으로 경제적 요인에 환원시켜 설명하려고 한 것이다. 이에 저항한 인물들이 루카치(계급의식의 중요성)와 그람시(정치, 문화, 이데올로기를 독자적 자율성을 갖는 영역으로 인식)이다. 반영주의는 국가는 부르죠와 계급의 이익을 반영하는 도구적 기구라는 식으로 토대적인 것을 반영하는 기구로서 해석하는 것이다. 마르크스는 이데올로기를 허위의식이고 그 자체는 물질성을 갖지 않는다고 보았다. 그람시에게 이데올로기는 토대를 그대로 반영하고 피동적/비물질적인 것이 아니라 그 자체의 자율성을 갖는 것이다. 마르크스의 기본명제 ①∼④에 주요한 수정을 가한다. 상부구조의 자율성과, 이데올로기영역의 상대적 자율성, 물질성 등이다.
결정론적 해석을 또한 배격한다. 역사라는 것은 인간이 배제된 어떤 객관적 힘, 관계, 구조에 의해 결정되는 것이라는 점을 배격한다. 그람시에게 프롤레타리아 혁명의 승리는 필연적이고 불가피한 것만은 아니다. 인간의 투쟁과 노력, 승리와 패배 속에서 만들어지는 것이다. 그람시는 마르스크주의자이기에 자본주의 몰락과 프롤레타리아의 승리를 부인하고 있지는 않지만, 자본주의의 강고성과 노동자 계급의 패배를 바라보면서 상당한 기간의 노력을 통해서만 사회주의적 질서가 이루어질 수 있다고 여긴다. 단순한 기계론적 과학주의를 극복했다는 점에서 중요하다.

## 영향
| 그람시에게 영향을 준 사상가 - 니콜로 마키아벨리 - 마르크스 - 베네데토 크로체 - 가에타노 살베미니 - 블라디미르 레닌 - 조르주 소렐 - 안토니오 라브리올라 - 프란체스코 데 상티스 | 그람시가 영향을 끼친 사상가 - 페리 앤더슨 - 마이클 하트와 안토니오 네그리 - 루이 알튀세르 - 데이빗 하비 - 에드워드 사이드 - 노엄 촘스키 - 팔미로 톨리아티 - 스튜어트 홀, Stuart Hall - Raymond Williams - Judith Butler - Ernesto Laclau & Chantal Mouffe - Pier Paolo Pasolini |

## 참고 문서
- 상부 구조
- 개량주의
- Articulation (sociology)
- Risorgimento

## 저서목록

### 그람시의 저술
- 감옥에서 보낸 편지 (양희정 역) Lettere dal carcere, Einaudi, Torino 1947.
  - 어른이 되면 무엇이 될까 (임미진 역)
- 옥중수고 이전(김현우, 장석준 역) (1914-1926 사이의 글 모음)

Scritti giovanili. 1914-1918, Einaudi, Torino 1958.
Sotto la mole. 1916-1920, Einaudi, Torino 1960.
Socialismo e fascismo. L'Ordine Nuovo 1921-1922, Einaudi, Torino 1966.
La costruzione del Partito comunista. 1923-1926, Einaudi, Torino 1971.
- 옥중수고 (이상훈 역) :I quaderni dal carcere

Il materialismo storico e la filosofia di Benedetto Croce, Einaudi, Torino 1948.
Gli intellettuali e l'organizzazione della cultura, Einaudi, Torino 1948.
Il Risorgimento, Einaudi, Torino 1949.
Note sul Machiavelli sulla politica e sullo stato moderno, Einaudi, Torino 1949.
Letteratura e vita nazionale, Einaudi, Torino 1950.
Passato e presente, Einaudi, Torino 1951.
- 편집본
  - 남부 문제에 대한 몇가지 주제 외(김종법 역) / 이탈리아 남부 문제에 관한 글 모음
  - 대중문학론(박상진 역)
  - 그람시와 함께 읽는 문화(조형준 역)

### 관련서
- 안토니오 그람시와 문화정치의 지형학-일상생활의 사회학적 조망을 위하여(이성철 지음| 호밀밭 펴냄 | 2009)
- 다시 그람시에게로(칼 보그 지음| 강문구 옮김| 한울 펴냄 | 2007)
- 안토니오 그람시(김현우 지음| 살림 펴냄 | 2005)
- 그람시 문화 인류학 (케이트 크리언 지음| 김우영 옮김| 길 펴냄 | 2004)
- 그람시의 여백 - 마르크스주의와 포스트모더니즘을 넘어(르네이트 홀럽 지음| 정철수 외 옮김| 이후 펴냄 | 2000)
- 안토니오 그람시의 단층들(페리 앤더슨 지음| 김현우 옮김| 갈무리 펴냄 | 1995)
- 그람시와 마르크스주의 이론(샹탈 무페 지음| 장상철 옮김| 녹두 펴냄 | 1992)
- 그람시(주세페 피오리 지음| 신지평 옮김| 두레 펴냄 | 1991)

## 같이 보기
- 해방 신학
- 서발턴
- 리소르지멘토

## 참고 자료
- 도이치 카페 문서
- 《살림지식총서 안토니오 그람시》(김현우 씀, 살림)